# Сад 9 января (станция метро)
«Сад 9 января́» — непостроенная станция Ленинградского метрополитена, от которой отказались после Великой Отечественной войны из соображений экономии. Название было дано по одноимённому саду, расположенному на углу проспекта Стачек и улицы Швецова. Согласно изначальным, довоенным планам, должна была располагаться между действующими станциями «Нарвская» и «Кировский завод» на участке из 12 станций и 16,5 км, вследствие чего получился один из самых длинных перегонов на Кировско-Выборгской линии. Открытие вместе с остальной линией планировалось на декабрь 1942 года, начавшись в январе 1941 года. С экономией в послевоенное время также связано и в целом сокращение количества станций первой очереди линии с 12 до 8 (из которых 15 ноября 1955 года открылось 7 — без «Пушкинской» (была т. н. «станцией-призраком», поезда проезжали её без остановки)) с общей переработкой проекта на преимущественно прямое пролегание пути.

## История
Станция фигурирует в тексте приказа НКПС о немедленном начале строительства:

ПРИКАЗ НАРОДНОГО КОМИССАРА ПУТЕЙ СООБЩЕНИЯ

№ 27

гор. Москва 21 января 1941 года

«О строительстве Метрополитена в Ленинграде»

Во исполнение постановления Совета Народных Комиссаров Союза ССР и Центрального Комитета ВКП/б/ № 126-54сс от 17 января 1941 года о строительстве Метрополитена в гор. Ленинграде, — приказываю:
I. Начальнику Метростроя тов. Гоциридзе и его первому заместителю тов. Самодурову

а/ приступить немедленно к строительству Метрополитена в Ленинграде;

б/ строительство первой очереди, общим протяжением 19,1 клм. вести по Кировско-Выборгскому направлению от Автово до Бабурина переулка и от площади Восстания до Октябрьской железной дороги со станциями:

1. Автово

2. Кировский завод

3. Сад 9-го января

4. Площадь Стачек

5. Балтийский вокзал

6. Технологический институт

7. Витебский вокзал

8. Площадь Нахимсона

9. Площадь Восстания

10. Кирочная улица

11. Финляндский вокзал

12. Бабурин переулок.

в/ сооружение Ленинградского Метрополитена вести глубоким заложением /30—50 метров/ при помощи щитов с чугунной обделкой станций и тоннелей под Невой и бетонной обделкой перегонных тоннелей…

Также, по требованию Народного комиссариата путей сообщения РСФСР, первую очередь изначально планировалось соорудить с использованием железнодорожного габарита (а точнее — с переходом на него посреди линии), что, в свою очередь, являлось бы заимствованием из первой в мире линии Метропо́литен в Лондоне, где по путям метрополитена возможен проезд пригородных поездов, однако позже эту идею, учитывая перспективу военного положения, признали нецелесообразной и отклонили.